# Жароков, Таир Жарокович
Таи́р Жаро́кович Жаро́ков (22 сентября 1908 — 11 марта 1965) — казахский советский поэт.

## Биография
Родился 22 сентября (5 октября по новому стилю) 1908 года в с. Урда, Внутренняя (Букеевская) Орда Астраханской губернии, ныне Бокейординский район Западно-Казахстанской области в семье бедного скотовода. Происходит из рода шеркеш племени байулы. Его отец батрачил у бая и волостного старшины Сергазы Тлеубергенова.
Учился в русско-казахской аульной начальной школе, затем (с 1923 по 1927 годы) — в Оренбургском Казахском народно-просветительском институте.
В 1932 году окончил Казахский педагогический институт. С этого же года Жароков — секретарь Союза писателей Казахстана (1932—1933), а затем редактор Казгослитиздата (1933—1934), заместитель редактора газеты «Қазақ әдебиетi» (1936—1938). В 1935 году окончил аспирантуру Ленинградского института истории, философии и лингвистики.
В 1938−1942 годах — литературный секретарь народного акына Джамбула Джабаева.
Член КПСС с 1939 года.
Участник Великой Отечественной войны.
С 1946 года работал на ответственных должностях в правлении Союза писателей Казахстана и Казгослитиздате.

Могила Тайыра Жарыка в Центральном кладбище Алматы

Умер 11 марта 1965 года в Алма-Ате. Похоронен на Центральном кладбище города Алма-Аты.

## Творчество
Печататься начал в 1927 году. Своё первое стихотворение «И смеется солнце золотое» Жароков опубликовал в 1927 году в коллективном сборнике «Подарок поэтов», а в 1928 году было опубликовано еще одно стихотворение «Аэроплан». В 1931 году в соавторстве с Сагыром Камаловым пишет пьесу «Окровавленная палка». Первый сборник стихов поэта «Сияние звёзд» вышел в 1932. Раннее творчество носит преимущественно лирический характер.
В поэмах Жарокова «Солнце заговорило» (1934), «Поток» (1937), «Лес в пустыне зашумел» (1949), «Сталь, рожденная в степи» (1954), «Буря в песках» (1957) отражен дух советской действительности. Поэма «Песнь о Зое» посвящена героизму советского народа в Великой Отечественной войне и памяти Зои Космодемьянской.
Жароков проявил себя и как переводчик. В числе его переводов на казахский язык — «Цыганы», «Кавказский пленник», «Домик в Коломне», «Братья-разбойники», «Граф Нулин», «Зимний вечер», «Зимнее утро» А. С. Пушкина; «Черкесы», «Преступник» М. Ю. Лермонтова, а также ряд произведений Ш. Руставели, Т. Шевченко, Н. Некрасова, В. Маяковского, М. Алигер, А. Суркова.

## Награды
- Орден Трудового Красного Знамени (3 января 1959) — за выдающиеся заслуги в развитии казахского искусства и литературы и в связи с декадой казахского искусства и литературы в гор. Москве
- Орден «Знак Почёта» (31 января 1939)
- Медали[3]

## Память
- Именем Таира Жарокова названа улица в городе Алма-Ата.
- В 2008 году была выпущена почтовая марка Казахстана, посвященная Жарокову.